# کلمه خدا (لوگوس)

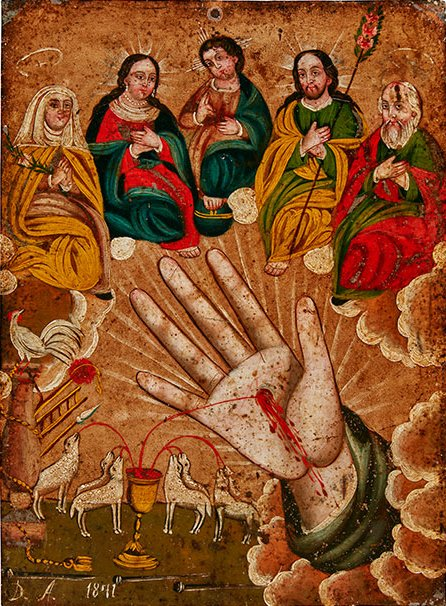
دست خدا (Mano Poderosa) oil on tin retablo by Donanciano Aguilar, 1871, 13 x 9.5 in, موزه هنر ال پسو، accession 2014.17.393

در مسیح‌شناسی، کلمه (یونانی: Λόγος) از همان عیسی مسیح است، که آیۀ آغازین انجیل یوحنا به آن اشاره دارد: «در آغاز کلمه بود و کلمه با خدا بود و کلمه، خدا بود» و نیز از مکاشفه یوحنا، که می‌گوید «ردایی دارد به خونْ آغشته و نامش «کلام خدا» است» مشتق شده. این عبارات در تثبیت آموزه الوهیت عیسی از روزهای آغازین مسیحیت حایز اهمیت بوده‌اند.
توضیح دقیق‌تر را اینجا ببینید:  تثلیث خداوند یکتا در مسیحیت